# Seabourn Sojourn
El MV Seabourn Sojourn es un crucero de lujo operado por Seabourn Cruise Line. Es muy similar al Seabourn Odyssey. El barco se ordenó construir en el astillero de T. Mariotti SpA en Génova, Italia. Es el buque insignia de Seabourn.

## Historial de servicio
El Seabourn Sojourn estaba programado para ser nombrado el 4 de junio en Londres, luego comenzó su viaje inaugural en Greenwich el 6 de junio de 2010. La temporada inaugural navegó en el norte de Europa (Escandinavia/Báltico y Noruega), antes de cruzar el Atlántico y navegar por el Caribe y el canal de Panamá. A finales de otoño e invierno. En enero de 2011, el Seabourn Sojourn iba a comenzar un crucero alrededor del mundo de 111 días desde Los Ángeles hasta Southampton, Inglaterra.
El 4 de noviembre de 2019, el barco partió en el primer viaje de la compañía a Cuba. En total, realizó cinco cruceros a este país insular.
El barco partió de Miami en un crucero mundial el 4 de enero de 2020. Durante una navegación de 146 días, el Seabourn Sojourn debía visitar 62 puertos en 36 países. Debido a la pandemia de COVID-19, esto se interrumpió y el barco debía estar en Hawái el 18 de abril para repostar, pero no se permitió desembarcar a los pasajeros ni a la tripulación.
Fue vendido de MITSUI OCEAN CRUISES en marzo de 2025.
El nuevo nombre del barco es Mitsui Ocean Sakura.